# Les Pommes d'or du jardin des Hespérides
Pour la mythologie grecque, voir Hespérides.
Les Pommes d'or du jardin des Hespérides (The Apples of the Hesperides) est une nouvelle policière d'Agatha Christie mettant en scène le personnage d'Hercule Poirot.
C'est la 11e affaire des douze travaux d'Hercule Poirot, ayant trait aux Pommes d'or du jardin des Hespérides.
Initialement publiée le 12 mai 1940 dans la revue This Week aux États-Unis, cette nouvelle a été reprise en recueil en 1947 dans The Labours of Hercules au Royaume-Uni et aux États-Unis. Elle a été publiée pour la première fois en France dans la collection Série rouge en 1948, puis dans le recueil Les Travaux d'Hercule en 1966.

## Personnages
- Hercule Poirot : détective privé.
- Emery Power : riche collectionneur
- George : domestique d'Hercule Poirot.

## Résumé

### Mise en place de l'intrigue
Emery Power, un riche collectionneur, a acquis en 1929 un gobelet précieux ayant appartenu au pape Alexandre VI, à l'occasion d'une vente aux enchères. Mais avant d'avoir pu entrer en possession du gobelet, celui-ci avait été volé chez le vendeur. Aujourd'hui on est en 1939 et depuis dix ans, nul n'a retrouvé l'objet d'art.
Au début, il avait cru que le gobelet avait été volé à la demande de Reuben Rosenthal, un autre collectionneur qui avait surenchéri lors de la vente aux enchères. Toutefois, au fil des années, Power a acquis la certitude que Rosenthal n'a pas commandité le cambriolage.
Hercule Poirot est chargé par Power de retrouver ce gobelet.

### Enquête
Poirot commence par rencontrer les policiers qui avaient été chargés de l’enquête. On avait arrêté en 1929 trois cambrioleurs suspectés du vol. D'ailleurs on avait retrouvé chez chacun d'eux des objets volés. Les trois avaient été condamnés à de lourdes peines. Le chef du groupe était M. Casey. Mais l'homme est mort. Il n’a laissé que sa fille Kate, aujourd'hui religieuse. Les perquisitions chez Casey, chez sa fille mais aussi chez les complices n'avaient eu aucun résultat. Ces complices étaient Ricovetti (Italien) et Dublay (Français), en lien avec le receleur Yougonian (Turc).
Poirot contacte divers détectives privés pour faire des enquêtes sur chacun d'eux. Mais les résultats sont décevants.
Poirot se rend alors en Irlande.

### Dénouement et révélations finales
Hercule Poirot pense que si, en dix ans, personne n'a revu le gobelet, c'est parce qu’il se trouve en un endroit où personne ne connaît sa valeur. Or Kate Casey est devenue religieuse en Irlande. Se rendant au couvent, il y découvre le précieux gobelet, considéré par les nonnes, non pas comme un objet d'art, mais comme un objet religieux qui sert à la messe. Poirot récupère le gobelet et revient voir Power à Londres. Maintenant que le gobelet a été retrouvé, on peut considérer que Power « a gagné le défi ». Poirot lui propose de restituer le gobelet aux religieuses, qui l'utiliseront avec respect.
Après réflexion, Emery Power accepte la proposition : si les nonnes pouvaient de temps en temps prier pour le salut de son âme, cela ne serait pas si mal, compte tenu des nombreux péchés qu'il a commis durant sa vie.

## Publications
Avant la publication dans un recueil, la nouvelle avait fait l'objet de publications dans des revues :
- le 12 mai 1940, aux États-Unis, sous le titre « The Poison Cup », dans la revue This Week[1] ;
- en septembre 1940, au Royaume-Uni, dans le no 597 de la revue The Strand Magazine[1] ;
- en 1948, en France, dans le no 13 de la collection Série rouge[2] ;
- en mai 1962, aux États-Unis, dans le no 1 (vol. 16) de la revue The Saint Mystery Magazine[3].

La nouvelle a ensuite fait partie de nombreux recueils, notamment :
- en 1947, au Royaume-Uni et aux États-Unis, dans The Labours of Hercules[1] (avec 11 autres nouvelles) ;
- en 1966, en France, dans Les Travaux d'Hercule (adaptation des recueils anglosaxons).

## Adaptation
L'intrigue de la nouvelle fait partiellement partie de Les Travaux d'Hercule (The Labors Of Hercule), téléfilm britannique de 2013 de la série télévisée Hercule Poirot (69e épisode, 13.04), avec David Suchet dans le rôle principal.